# Il velo dipinto (film 1934)
Il velo dipinto (The Painted Veil) è un film del 1934 diretto da Richard Boleslawski, interpretato da Greta Garbo, Herbert Marshall, George Brent e tratto dall'omonimo romanzo di William Somerset Maugham, il cui titolo fa riferimento al sonetto di Percy Bysshe Schelley che inizia con la frase: “Lift not the painted veil...” pubblicato postumo nel 1824.
Le differenze con il romanzo sono significative, nel film Walter non muore e non vi è la gravidanza di Katrin; inoltre sono assenti riferimenti critici sulla presenza degli europei in Cina. La pellicola, dal budget molto elevato, non ebbe il successo sperato. riuscendo solo a recuperare i costi di produzione.

## Trama
A Graz in Austria, Katrin Koerber, figlia di un professore di medicina, sogna una vita diversa e desidera girare il mondo, ma capisce dopo il matrimonio di sua sorella Olga che forse il suo destino è di rimanere accanto a suo padre come assistente. Walter Fane, un batteriologo inglese che conosce Katrin dai tempi della scuola e che è innamorato di lei, chiede a sorpresa alla donna di sposarlo. Lei accetta, anche se non è innamorata. Alla base della sua scelta è la convinzione che “ ...è meglio avere qualcosa che ti porti via il tuo tempo... che non avere niente del genere”.
I coniugi si trasferiscono ad Hong Kong dove l'uomo è impegnato in una missione di studio. Preso dal suo lavoro finisce inevitabilmente per trascurare Katrin, la quale riceve le attenzioni insistenti di Jack Townsend, uomo sposato, addetto all'ambasciata britannica. Accompagnandola nei luoghi esotici della città, Jack finisce per baciare la donna che infastidita vorrebbe non rivederlo. Ma, cedendo alle lusinghe dell'uomo che una sera in un tempio buddista le confessa il proprio amore, ammette infine di non essere innamorata di Walter. 
A casa Katrin discute con il marito, rimproverandolo di sentirsi sola e trascurata, di essere relegata ai margini della vita del medico, di trovare la vita casalinga monotona. 
Una sera Walter, tornato a casa prima dal lavoro per venire incontro ai desideri della moglie, trova la stanza da letto chiusa a chiave e il cappello di Jack su un tavolino in corridoio. Capisce che la situazione con Katrin è compromessa, e in seguito ad un confronto fra i due la donna ammette di amare Jack. Walter le comunica quindi che concederà il divorzio solo se anche il diplomatico divorzierà dalla moglie, poiché non crede sincere le intenzioni di Jack.
Quando Katrin presenta queste condizioni al suo amante, quest'ultimo si tira indietro, preoccupato per la sua carriera e la sua reputazione. 
Katrin, delusa, è ora quasi costretta a seguire Walter in una missione in una regione interna della Cina dove imperversa una epidemia di colera. In una situazione tanto drammatica, il medico riconsidera il suo risentimento nei confronti della donna, ricordandone lo spessore umano e le qualità che un tempo aveva amato. Decide di rimandare Katrin a Hong Kong, rimanendo da solo a contrastare il focolaio dell'epidemia, identificato in un remoto villaggio fluviale nel quale intende recarsi. La donna confessa la propria vergogna per essergli stata infedele, ma di pensare con dolore ancora a Jack il quale nel frattempo a Hong Kong capisce di amare veramente Katrin, decidendo quindi di raggiungerla nell'entroterra.
Walter, tornato dalla sua missione nel remoto villaggio epicentro dell'epidemia, è felicissimo di scoprire che Katrin non è tornata a Hong Kong ma è rimasta ad aiutare i malati collaborando con le suore in un orfanotrofio locale. Anche la donna considera con occhi diversi Walter e il suo impegno nel contrasto all'epidemia. 
Poiché il medico, per ragioni sanitarie ha ordinato di bruciare le case del villaggio, scoppia una rivolta fra gli abitanti locali che non accettano la misura, e nella confusione generale Walter viene accoltellato. Katrin accorre al suo capezzale, e nell'attesa di vederlo viene raggiunta da Jack il quale le confessa quanto sia pentito per il suo comportamento, ammettendo di amarla profondamente. Ma Katrin ora ha solo Walter nei suoi pensieri, capisce finalmente i suoi reali sentimenti, e raggiunto il marito, sapendolo non più in pericolo di vita, gli confessa il proprio amore.

## Produzione
Dopo il grande successo de La regina Cristina dell'anno precedente, la Garbo torna con Il velo dipinto alle tematiche che hanno caratterizzato gran parte del suo periodo muto, in questo caso un triangolo amoroso con relativo tormento, e una redenzione finale. La pellicola nelle anteprime non riscosse successo e fu ampiamente rivista con aggiunta di nuove riprese, cosa che ne fece lievitare i costi di produzione fino ai 947.000 dollari finali.  Negli studi di Culver City, secondo l'Hollywood Reporter, la MGM ricostruì la replica di un antico tempio cinese. Parte degli esterni furono girati in Cina all'inizio del '34 dal regista George W.Hill e furono utilizzati anche in un'altra produzione della MGM, La buona terra del 1937. La Garbo indossa nel film innumerevoli costumi cinesi, opera di Adrian, alcuni divenuti molto popolari nella moda dell'epoca, come la fascia per capelli indossata dalla diva nella visita al tempio cinese.

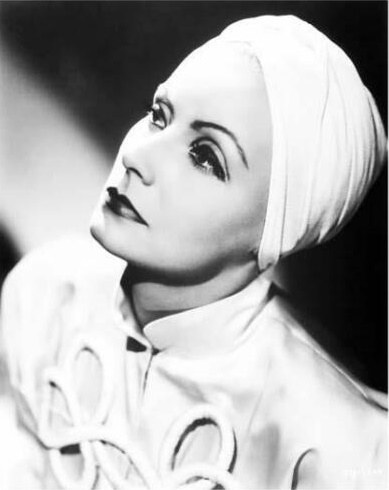
Greta Garbo e la fascia per capelli indossata nel film.

Altre due pellicole sono state tratte in seguito dal romanzo di Maugham, Il settimo peccato del 1957, interamente ambientato ad Hong Kong dopo la seconda guerra mondiale, e Il velo dipinto nel 2006, che conserva l'ambientazione anni '20. Entrambi i film sono più fedeli al romanzo, con la morte di Walter e la gravidanza di Katrin (e relativo dubbio su chi sia il padre).

## Distribuzione
Distribuito dalla Metro-Goldwyn-Mayer, il film uscì nelle sale cinematografiche statunitensi il 23 novembre 1934 e ha incassato 538.000 dollari in Nord America e 1.120.000 nei mercati esteri, generando un magro profitto di 138.000 dollari.
La critica fu benevola solo con la Garbo, giudicando la pellicola particolarmente pesante e lenta, priva di umorismo, e il regista Boleslawski in difficoltà con il soggetto del film. 
Andre Sennwald del New York Times nella sua recensione del 7 dicembre del '34, pur riconoscendo i punti deboli della storia, sottolinea che “...Il velo dipinto consente a Greta Garbo di trionfare ancora una volta nelle pianure emotive che lo Studio continua a creare per lei...È la più miracolosa miscela di personalità e puro talento drammatico che lo schermo abbia mai conosciuto ”.
Louella Parsons fu moderatamente critica: “...annunciato come un mal di testa da coloro che lo hanno visto prima del nuovo montaggio...(il film) non è prodotto con l'arte della maggior parte delle produzioni targate MGM, tuttavia non è affatto un flop totale. Sarebbe considerato un intrattenimento minore se non fosse per l'ottimo cast, che lo riscatta. La Garbo è adorabile anche nei suoi abiti ridicoli...e poco convincente nel suo ruolo di moglie pentita. Alcune delle scene cinesi sono ben fatte, ma molte sembrano irreali. Il regista Boleslawski risulta svantaggiato dal pesante tono melodrammatico della sceneggiatura”.